# Freycinetia backeri
Freycinetia backeri là một loài thực vật có hoa trong họ Dứa dại. Loài này được B.C.Stone miêu tả khoa học đầu tiên năm 1968 publ. 1971.